# Slavjansk aan de Koeban
Slavjansk aan de Koeban (Russisch: Славя́нск-на-Куба́ни) is een Russische stad in kraj Krasnodar gelegen aan de rivier de Koeban.
In de middeleeuwen was in het gebied een handelspost van de republiek Genua Copa of Coparia genaamd. Hierna was het verlaten tot vanaf 1747 het tijdens het Kanaat van de Krim een fort was met de naam Kopyl. Vanaf 1791, na de Russische inname van het schiereiland Taman, werd het een stanitsa met de naam Kopylskaya in 1865 hernoemd in Slavjanskaya naar het daar gelegerde Slavjinsky-regiment. In 1958 werd de stanitsa een stad en kreeg de toevoeging aan de Koeban ter onderscheid van Slovjansk in Oekraïne.
Slavjansk aan de Koeban fungeert als hoofdplaats van het district Slavjanski, alhoewel het daar zelf geen deel van uitmaakt. De economie is gericht op de krimpende olie-industrie.

## Geboren
- Jevgeni Loekjanenko (1985), polsstokhoogspringer
- Aleksej Mirantsjoek (1995), voetballer
- Anton Mirantsjoek (1995), voetballer

## Galerij

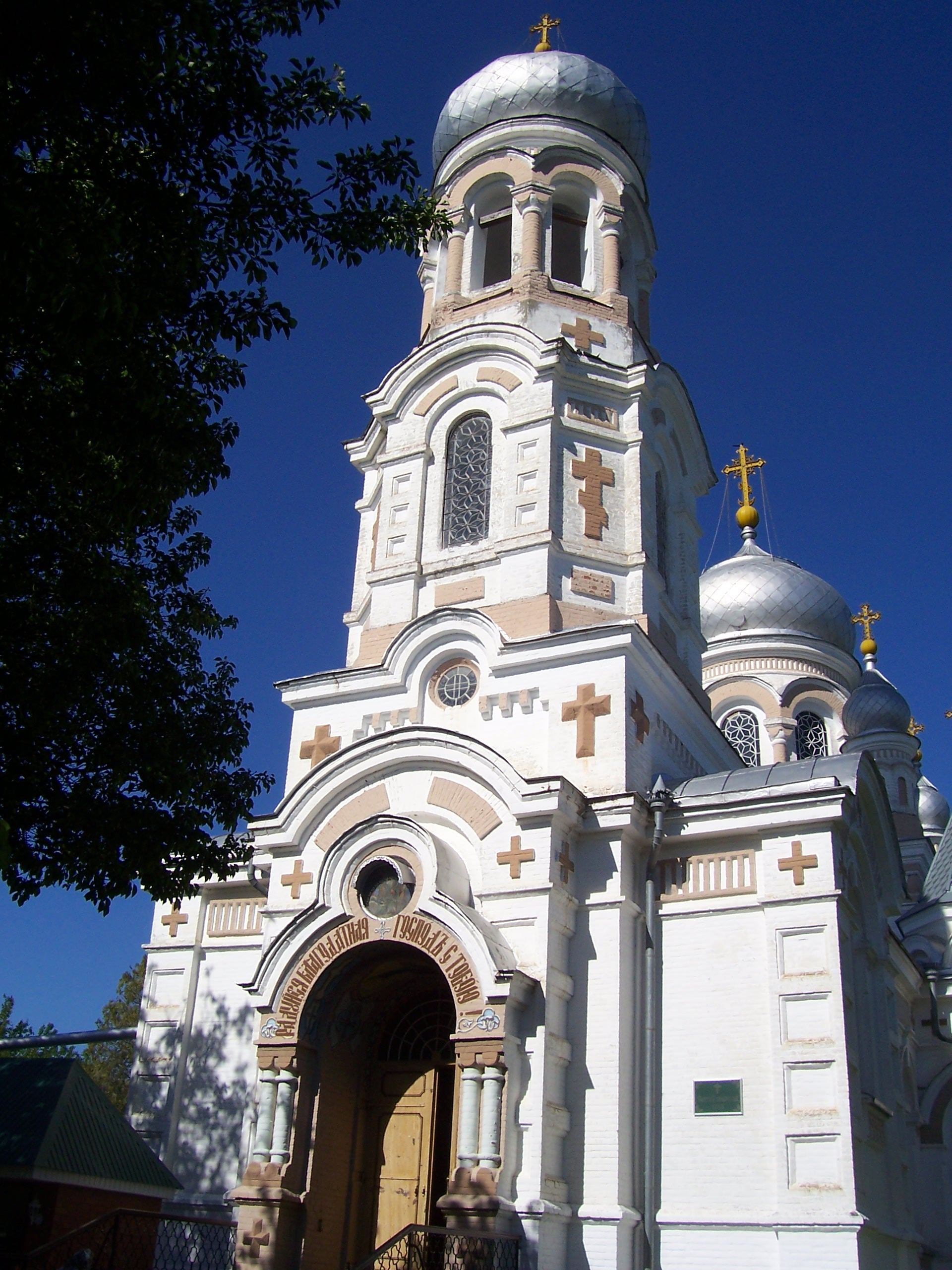
Kathedraal in Slavjansk aan de Koeban
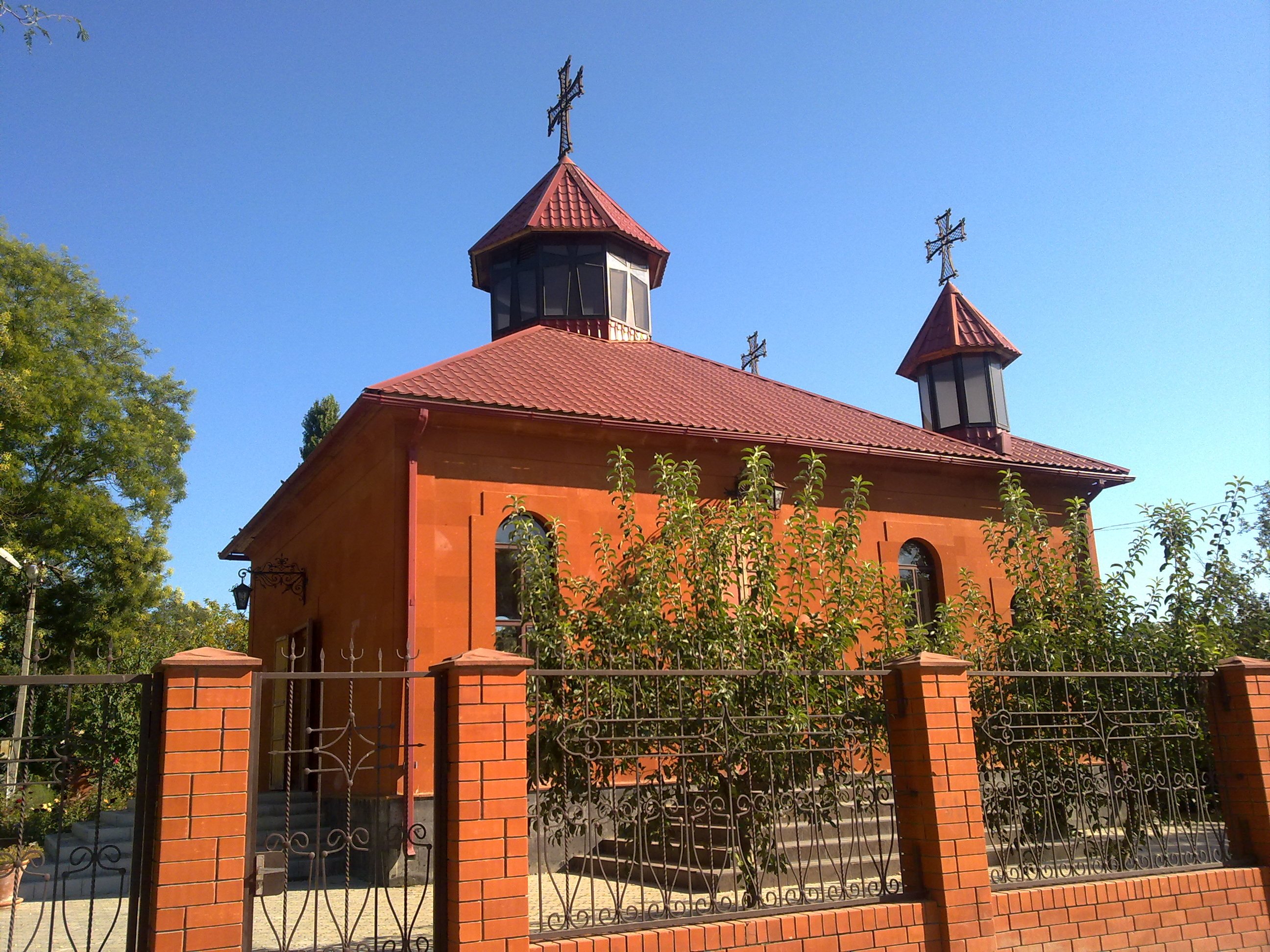
Armeense kerk

Bestuurlijk centrum: Krasnodar

Steden: Abinsk · Anapa · Apsjeronsk · Armavir · Beloretsjensk · Chadyzjensk · Gelendzjik · Goelkevitsji · Gorjatsji Kljoetsj · Jejsk · Koerganinsk · Korenovsk · Kropotkin · Krymsk · Labinsk · Novokoebansk · Novorossiejsk · Oest-Labinsk · Primorsko-Achtarsk · Slavjansk aan de Koeban · Sotsji · Temrjoek · Tichoretsk · Timasjovsk · Toeapse

Districten: Abinski · Anapski · Apsjeronski · Beloglinski · Beloretsjenski · Brjoekchovetski · Dinskoj · Goelkevitsjski · Jejski · Kalininski · Kanevskoj · Kavkazski · Koerganinski · Koesjtsjovski · Korenovski · Krasnoarmejski · Krylovski · Krymski · Labinski · Leningradski · Mostovski · Novokoebanski · Novopokrovski · Oespenski · Oest-Labinski · Otradnenski · Pavlovski · Primorsko-Achtarski · Severski · Sjtsjerbinovski · Slavjanski · Starominski · Tbilisski · Temrjoekski · Tichoretski · Timasjovski · Toeapsinski · Vyselkovski